# Oxypoda subpolaris
Oxypoda subpolaris är en skalbaggsart som beskrevs av Thomas Casey 1911. Oxypoda subpolaris ingår i släktet Oxypoda och familjen kortvingar. Inga underarter finns listade i Catalogue of Life.